# Donat Rrudhani
Donat Rrudhani, né le 2 mai 1999 à Kosovska Kamenica au Kosovo, est un footballeur international kosovar, qui évolue au poste de milieu offensif au FC Lucerne, en prêt du BSC Young Boys.

## Biographie
Né à Kosovska Kamenica, au Kosovo, Donat Rrudhani quitte le pays avec sa famille en 2011. Il arrive jusqu'en France, à Dijon, où son père trouve du travail.

### Carrière en club

#### Début de carrière (2016-2019)
Le jeune Donat intègre l'ES Troyes AC mais le quitte un an plus tard, suivant son père à Mulhouse. Il pratique toujours le football, et à 18 ans il joue pour l'AS Timau à Bâle, en Suisse, avant de rejoindre le FC Black Stars Bâle un an plus tard. 

#### FC Aarau (2019-2022)
Il est alors repéré par le FC Aarau, qui lui fait signer son premier contrat professionnel à l'été 2019. Il signe le 9 août 2019 un contrat courant jusqu'en juin 2023.
Rrudhani joue son premier match le 18 août 2019, lors d'une rencontre de coupe de Suisse face au SC Cham. Il est titularisé ce jour-là, et les deux équipes, qui se neutralisent jusqu'aux prolongations (2-2), se départagent dans une séance de tirs au but durant laquelle le FC Aarau sort vainqueur. Il se fait remarquer le 1er avril 2022, en réalisant un triplé face au FC Wil, lors d'une rencontre de championnat. Il permet ainsi à son équipe de s'imposer par quatre buts à trois ce jour-là. Au FC Aarau, il devient notamment capitaine et s'impose comme l'un des joueurs clés de l'équipe,.

#### BSC Young Boys (depuis 2022)
Lors de l'été 2022, Donat Rrudhani rejoint le BSC Young Boys. Le transfert est annoncé dès le 8 juin 2022, et il s'engage pour un contrat courant jusqu'en juin 2026.
Il remporte son premier titre en étant sacré champion de Suisse lors de cette saison 2022-2023. Il s'agit du seizième titre de l'histoire du club dans cette compétition,. Il remporte, lors de la même saison, la Coupe de Suisse, la 8e Coupe de Suisse de son histoire.

##### Prêt au Lausanne-Sport (2024)
Il est prêté, en février 2024, dans un autre club de Super League, au FC Lausanne-Sport, jusqu'au terme de la saison.

##### Prêt au FC Lucerne (2024-2025)
Il est de nouveau prêté, fin juillet 2024, par YB mais cette fois au FC Lucerne, jusqu'en juin 2025.

### En sélection
Donat Rrudhani honore sa première sélection avec l'équipe nationale du Kosovo le 8 juin 2021 face à la Guinée. Il est titularisé lors de cette rencontre qui se solde par la défaite des siens (1-2).
Le 27 septembre 2022, Rrudhani inscrit son premier but en sélection lors d'une rencontre de Ligue des nations contre Chypre. Il est titularisé au poste d'arrière gauche et son équipe l'emporte par cinq buts à un ce jour-là.

## Palmarès

### En club
BSC Young Boys (3)
- Champion de Suisse
  - 2022-2023 et 2023-2024
- Coupe de Suisse
  - 2022-2023